# Frontière entre le Honduras et le Mexique
La frontière entre le Mexique et le Honduras est entièrement maritime et se situe en mer des Caraïbes.
En avril 2005, un traité fut formalisé avec une ligne de démarcation rejoignant le tripoint Mexique-Belize-Honduras au tripoint Mexique-Honduras-Cuba basé sur 6 points :
- HM 1 : 17° 47′ 06,175″ N, 86° 09′ 18,38″ O
- HM 2 : 17° 57′ 23,163″ N, 85° 54′ 31,411″ O
- HM 3 : 18° 11′ 34,596″ N, 85° 31′ 07,461″ O
- HM 4 : 19° 08′ 29,893″ N, 85° 07′ 12,812″ O
- HM 5 : 19° 26′ 55,507″ N, 84° 45′ 02,434″ O
- XIX : 19° 32′ 25,8″ N, 84° 38′ 30,66″ O